# Calle Ramón Cruz
La Calle Ramón Cruz es una arteria vial entre las comunas de Ñuñoa y Macul, en el área del Sector Oriente del Gran Santiago, Chile. Con una distancia aproximada de 4 kilómetros, recorre varios sectores importantes de ambas comunas localizándose en la parte oriental de ellas y discurriendo en gran parte en paralelo a la Avenida Américo Vespucio y Autopista Vespucio Sur.

## Recorrido
Pasa el Recorrido D07, D10 y 514. Comienza al Norte, como continuación de la Avenida Coventry, en la intersección con la Avenida Irarrázaval, punto donde también conecta con la Avenida Diagonal Oriente y la  Avenida Presidente José Battle y Ordóñez.

La calle Ramón Cruz discurre hacia el Sur por barrios tranquilos de Ñuñoa, por donde se distinguen las Avenidas Eduardo Castillo Velasco, Dublé Almeyda, y también la  Villa Presidente Frei. 
Continúa su recorrido cruzando la importante Avenida Grecia y la Avenida Rodrigo de Araya, (punto donde comienza la comuna de Macul). En esta comuna atraviesa la población Jaime Eyzaguirre y cruza la  avenida Capitán Ignacio Carrera Pinto (Ex diagonal Los Presidentes), la Calle Los Olmos y la Avenida Quilín.
Recorre barrios interiores de Macul, donde cada vez más va disminuyendo su popularidad. Al final dobla hacia el poniente, convirtiéndose en la calle Arturo Gonzálvez.

## Extremos y Coordenadas
Desde Avenida Irarrázaval hacia el Norte, es continuada  por la Avenida Coventry, la cual termina en el límite de Ñuñoa y La Reina, en la Avenida Tobalaba.
Mientras que por el sur, es decir, en la parte de Macul, dobla hacia la costa dando paso a la Calle Arturo Gonzálvez, en el punto de encuentro de la Calle Alejandro Flores y la Calle San Marcos, muy cerca de la Avenida El Líbano.
Esta avenida se encuentra en las coordenadas 33° 28' Sur, 70° 36' 0este, dentro de San José de Maipo, Cordillera, Chile.

## Organismos
En esta calle se encuentran algunos organismos como:
- Federación Chilena de Tiro al Blanco Deportivo. Comité Olímpico de Chile. Calle Ramón Cruz N° 1176, Oficina 310, Ñuñoa - Santiago de Chile.[2]
- Liceo Augusto D`Halmar.